# Virtual International Authority File
Virtual International Authority File (VIAF) – międzynarodowa kartoteka haseł wzorcowych. Jej celem jest ujednolicenie zapisu nazw osobowych (haseł), dlatego zbiera z bibliotek z całego świata – ich różne wersje i prezentuje je razem, pod jednym, unikatowym identyfikatorem numerycznym. Pozwala to obniżyć koszty i zwiększyć użyteczność danych gromadzonych przez biblioteki. Informacje po dopasowaniu i połączeniu są udostępniane online bibliotekom na całym świecie.

## Historia
Potrzebę międzynarodowej współpracy w zakresie tworzenia i utrzymywania kartotek wzorcowych zauważono jeszcze w latach 70. XX wieku. Zaproponowano wówczas, aby narodowe agencje bibliograficzne odpowiadały za tworzenie haseł dla własnych autorów i w ten sposób stworzona baza mogłaby być stosowana w pozostałych krajach. Jednak różnice kulturowe (m.in. różnice w sposobie katalogowania czy używanie różnych alfabetów) nie pozwoliły na powodzenie tego projektu. Kolejnym pomysłem usprawnienia wymiany rekordów kartoteki haseł wzorcowych w skali międzynarodowej było wprowadzenie International Standard Authority Data Number, czyli numeru, który identyfikowałby hasło w skali globalnej. Ponieważ wymagałoby to powstania instytucji, która zajmowałaby się nadawaniem i nadzorowanie poprawności stosowania, okazało się trudne do zrealizowania. Pomysł stworzenia VIAF powstał w 1998 roku. Biblioteka Kongresu i Niemiecka Biblioteka Narodowa podjęły współpracę, aby sprawdzić możliwość powiązania ze sobą haseł osobowych w prowadzonych kartotekach. Za stronę techniczną miało być odpowiedzialne OCLC. Podczas odbywającej się w Berlinie w 2003 roku Konferencji IFLA Biblioteka Kongresu i Niemiecka Biblioteka Narodowa podpisały porozumienie, które stało się początkiem VIAF (Międzynarodowej Kartoteki Haseł Wzorcowych). W 2007 roku do projektu dołączyła Biblioteka Narodowa Francji, a w następnych latach przyłączały się inne biblioteki.

## Zasady współpracy
- rekordy kartoteki haseł wzorcowych oraz rekordy bibliograficzne, w których je zastosowano biblioteka współpracująca przesyła do OCLC (Online Computer Library Center)[2].
- hasła pochodzące z różnych kartotek są dopasowywane i rozbudowywane o właściwe dane. Służą do tego specjalne algorytmy[2].
- w zdefiniowanych polach są umieszczane dane, a hasła występujące w różnych kartotekach są automatycznie synchronizowane[2].
- użytkownik może przeszukiwać kartoteki wzorcowe według haseł osobowych, kooperatywnych, geograficznych i tytułów ujednoliconych[2].

## Rada VIAF
Rada VIAF odpowiada za politykę i funkcjonowanie VIAF. Wyznacza zasady wyboru nowych uczestników. Promuje efektywne i odpowiednie wykorzystanie VIAF. Natomiast hostingiem, oprogramowaniem i danymi dla VIAF zarządza OCLC. Swojego pełnomocnika do Rady może wyznaczyć każdy dostawca VIAF. Również OCLC wyznacza osobę kontaktową, która wchodzi w skład Rady. Na czele Rady stoi prezes. Podczas dorocznego spotkania Rady, które odbywa się w piątek przed Kongresem Światowej Biblioteki i Informacji IFLA, jest wybierany nowy prezes, który przez rok pełni rolę elekta, zanim obejmie stanowisko.

## VIAF a Wikidane
W 2012 roku w angielskojęzycznej Wikipedii został uruchomiony projekt automatycznej identyfikacji haseł osobowych w Wikipedii, w bazie VIAF. Inicjatorami tych działań byli wikipedyści pracujący w OCLC i Biritsh Library. Aby móc to zrealizować, powstał VIAFbot23, który umieścił identyfikatory VIAF w ponad 250 tysiącach haseł osobowych. Podobne działania podjęto w niemieckojęzycznej Wikipedii. Informacje VIAF pojawiają się automatycznie w module kontrola autorytatywna.